# Gonomyia (Leiponeura) fijiensis
Gonomyia (Leiponeura) fijiensis is een tweevleugelige uit de familie steltmuggen (Limoniidae). De soort komt voor in het Australaziatisch gebied.